# ドイツの風力発電

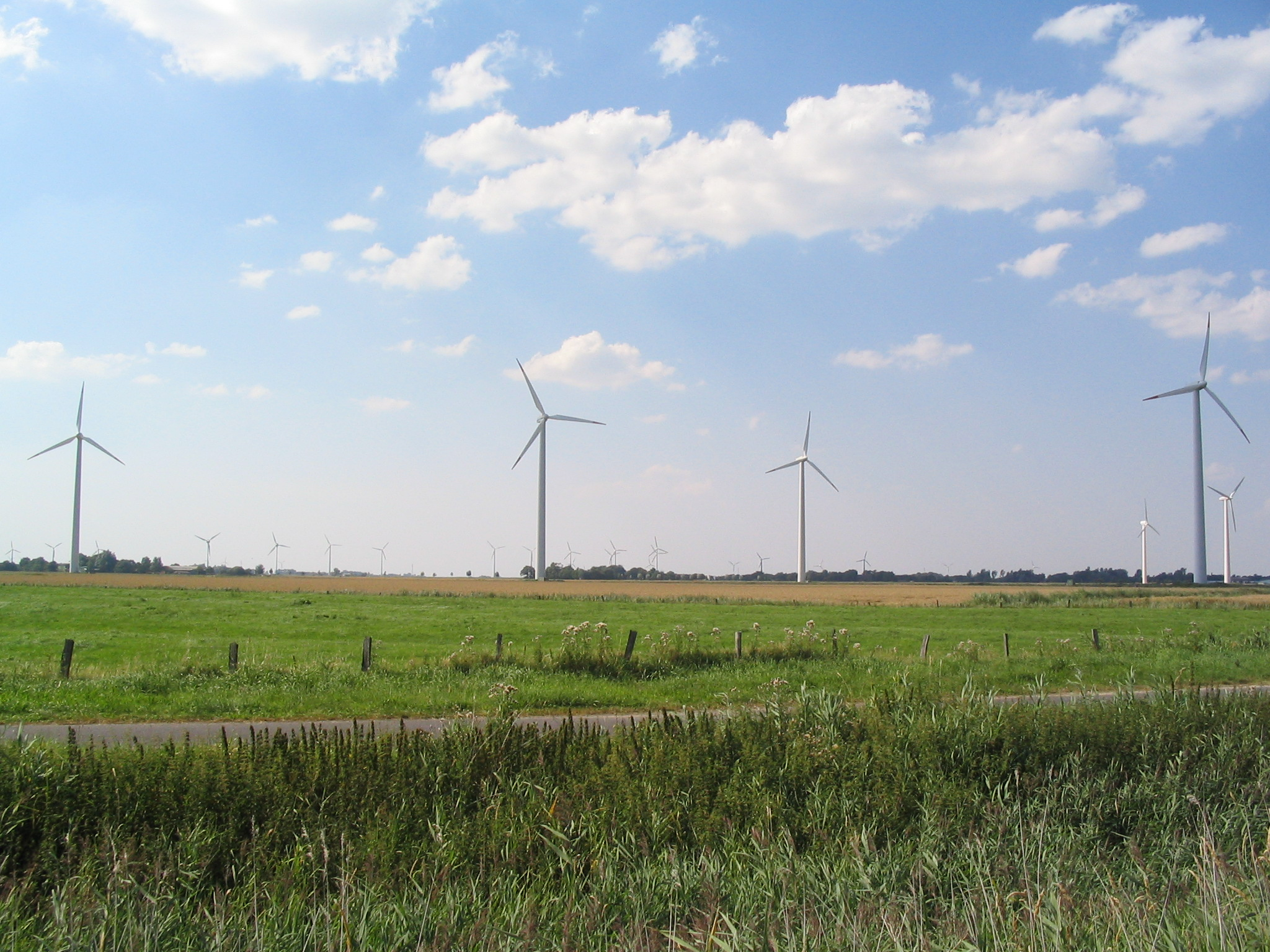
シュレースヴィヒ＝ホルシュタイン州、ディトマルシェン、ノイエンキルヒェン近郊の集合型風力発電施設

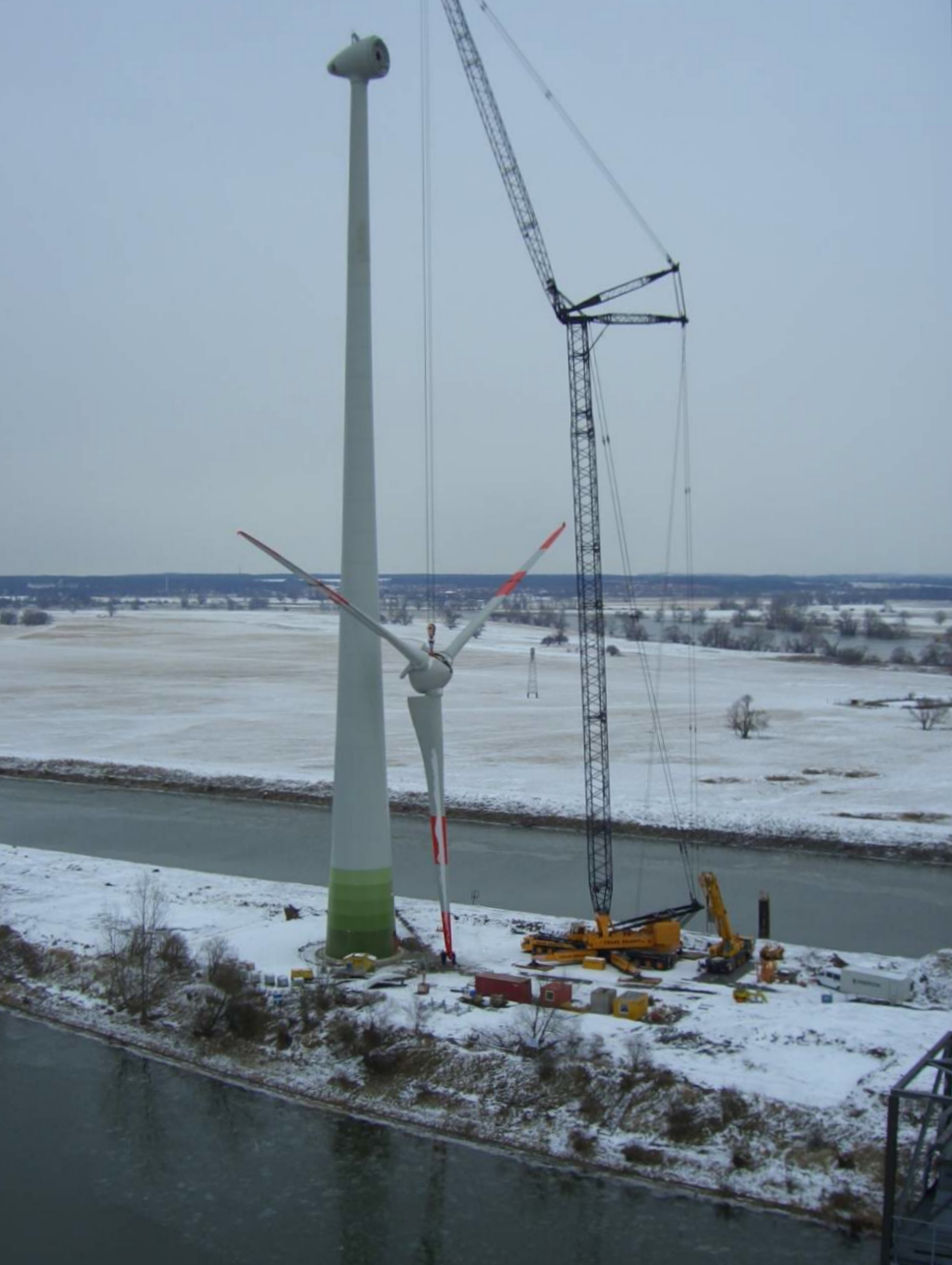
エネルコン社製E70-4の立ち上げ

ドイツの風力発電ではドイツにおける風力発電について述べる。2011年時点で、ドイツの風力発電の設備容量は29,075MWであり、風力由来の電力はドイツの総電力の7.7％を占めている。EWEAによれば、ドイツの電力需要に占める風力発電の設備容量は2010年末時点で9.3%、2011年末時点で10.6%であった。
国内に21,607機の風力発電機が設置されており、ドイツはさらに多くの発電機の設置を計画している。2011年時点で、ドイツ連邦政府は特に洋上風力発電の利用に焦点を当てた再生可能エネルギーの商業化を増大させる新しい計画に取り組んでいる。北海洋上で生産された電気を需要の高いドイツ南部の工業地域に送電するための十分な送電線容量の開発が主な課題となっている。

## 概要
2010年時点で、風力発電産業はドイツで96,100の雇用を提供しており、風力システムは輸出も行われている。2006年に設置されたFuhrländer Wind Turbine Laasowは2012年まで世界でもっとも高い風力発電機として知られていた。
ドイツでは全国的に多くの人々が民間集合型風力発電所に投資しており、中小規模の企業が新分野で成功裏に経営し、2008年には9万人を雇用しており、ドイツの電力の8%を生産している。ドイツでは風力発電は広く社会的に受容されている。

## リパワリング
ドイツでは旧式の風力発電機を新型の数メガワットクラスの発電機に再転換するリパワリングが行われている。新型発電機は風力をより効率的に利用し、同じ面積からより多くの電力を得ることができる。また、従来型の発電所と類似した接続法を利用するため、より優れた送電網との統合を提供する。

## 洋上風力発電
ドイツにおいて洋上風力発電は大きな可能性がある。海上での風速は陸用よりも70〜100%も早く、より変化が少ない。現在、海上風力の潜在能力をフル活用して電気を生産する新世代の5MW以上の大型風力発電機の開発が進められており、プロトタイプが利用可能になっている。新技術が持つ初期の困難が克服されれば、費用対効果の高い洋上風力発電の運用が可能となると考えられている。
2009年7月15日、最初の洋上風力発電機の建設が完成した。この発電機は北海のアルファ・ヴェントス洋上風力発電所の計12基の発電機の最初の1基であった。
2011年の東日本大震災による福島第一原子力発電所事故の後、ドイツ政府は特に洋上風力発電に焦点を当てた再生可能エネルギーの商業化加速を見込む新しい計画に取り組んでいる。計画では、大型の風力発電機が陸上よりもより恒常的に強い風が吹き、巨大な発電機でも住民を気にしないで済む海岸線から遠く離れた場所に建てられる。この計画はドイツの化石燃料や原子力由来の電力への依存を減らすことを狙っている。ドイツ政府は2020年までに7.6GW、2030年までに26GWの導入を計画している。
主な課題は北海で生産された電気を電力需要の大きいドイツ南部の工業地域に運ぶために十分な送電線容量がないことである。

## エネルギー転換
2010年に"Energiewende"政策がドイツ政府に取り入れられ、これは風力発電などの再生可能エネルギーの大幅な拡大をもたらした。ドイツの再生可能エネルギーのシェアは1999年の5%から2010年には17%に増加しており、OECD平均の18%に近い値を達成している。生産者は20年間一定の固定価格買取制度が保障されており、固定収入が担保されている。エネルギー協同組合が設立され、制御と利益の脱集中化の努力が行われた。一方大手電力企業は再生可能エネルギーでは企業規模に不釣合いなほどシェアが小さい。
原子力発電所は閉鎖される計画であり、稼動を続ける9基も2022年までにできる限り早期に稼動を停止し閉鎖される計画である。原子力発電所への依存の軽減は、これまで化石燃料やフランスからの電力の輸入の増大という結果を招いた。再生可能エネルギーの効率的な採用を阻害する一つの要因は、市場へ電力をもたらす電力インフラへの投資の不足である。それぞれの州は新電力線の建設に異なった観点を持っている。
産業界では相場が固定されているためEnergiewendeの費用増加は消費者に転嫁され、一般消費者の電力価格が上昇している。2013年時点でドイツは欧州でも電力価格が最も高い国の一つとなっている。

## 現況

1990年から2011年のドイツの風力状況、名目設備容量が赤、平均発電量が青で示されている

近年の風力発電容量と発電量は以下のとおりである
| 年                       | 1990   | 1991   | 1992   | 1993   | 1994   | 1995   | 1996   | 1997   | 1998   | 1999   |
| ------------------------ | ------ | ------ | ------ | ------ | ------ | ------ | ------ | ------ | ------ | ------ |
| 設備容量 (MW)            | 55     | 106    | 174    | 326    | 618    | 1,121  | 1,549  | 2,089  | 2,877  | 4,435  |
| 発電 (GW·h)              | 71     | 100    | 275    | 600    | 909    | 1,500  | 2,032  | 2,966  | 4,489  | 5,528  |
| 使用電力に占める割合 (%) | 0.01   | 0.02   | 0.05   | 0.1    | 0.2    | 0.3    | 0.4    | 0.5    | 0.8    | 1.0    |
|                          |        |        |        |        |        |        |        |        |        |        |
| 年                       | 2000   | 2001   | 2002   | 2003   | 2004   | 2005   | 2006   | 2007   | 2008   | 2009   |
| 設備容量 (MW)            | 6,097  | 8,750  | 11,989 | 14,604 | 16,623 | 18,390 | 20,579 | 22,194 | 23,826 | 25,703 |
| 発電 (GW·h)              | 7,550  | 10,509 | 15,786 | 18,713 | 25,509 | 27,229 | 30,710 | 39,713 | 40,574 | 38,639 |
| 使用電力に占める割合 (%) | 1.3    | 1.8    | 2.7    | 3.1    | 4.2    | 4.4    | 5.0    | 6.4    | 6.6    | 6.7    |
|                          |        |        |        |        |        |        |        |        |        |        |
| 年                       | 2010   | 2011   | 2012   | 2013   |        |        |        |        |        |        |
| 設備容量 (MW)            | 27,191 | 29,075 | 31,332 | 34,633 |        |        |        |        |        |        |
| 発電 (GW·h)              | 37,793 | 48,883 | 50,670 | 53,400 |        |        |        |        |        |        |
| 使用電力に占める割合 (%) | 6.2    | 7.7    |        |        |        |        |        |        |        |        |

洋上のみ
| 年                       | 2009 | 2010 | 2011 |
| ------------------------ | ---- | ---- | ---- |
| 発電 (GW·h)              | 38   | 174  | 560  |
| 使用電力に占める割合 (%) | 0.1  | 0.5  | 1.2  |

### 州

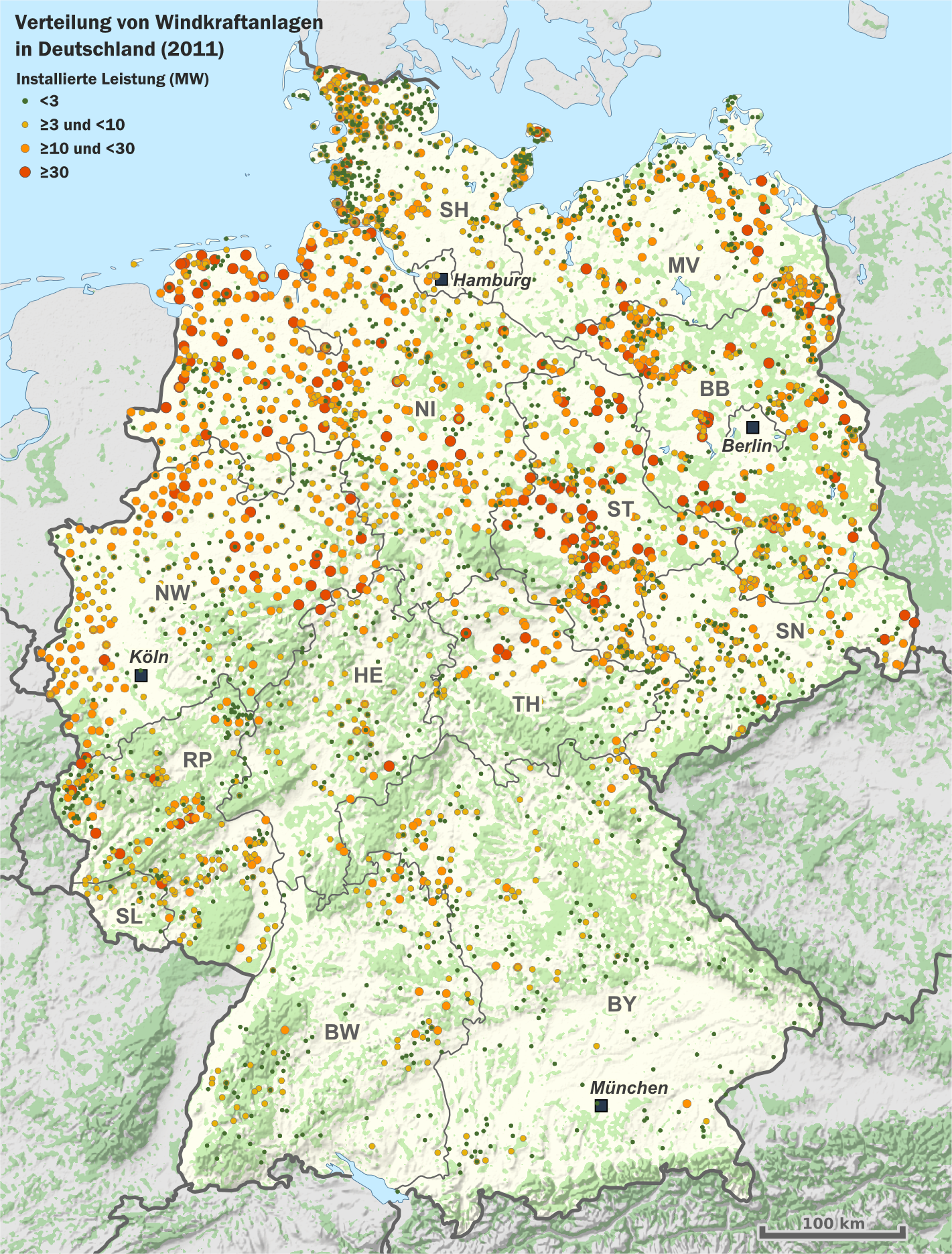
ドイツの大規模風力発電所の地図

ザクセン＝アンハルト州では2011年に生産されたエネルギーの48.11%が風力によるものであった。
2011年時点の正味電力消費量における風力由来の電力生産のシェアは以下のようになっている
| 州                                 | タービン数 | 設備容量 [MW] | 正味電力消費量におけるシェア [%] |
| ---------------------------------- | ---------- | ------------- | -------------------------------- |
| ザクセン＝アンハルト州             | 2,352      | 3,642.31      | 48.11                            |
| ブランデンブルク州                 | 3,053      | 4,600.51      | 47.65                            |
| シュレースヴィヒ＝ホルシュタイン州 | 2,705      | 3,271.19      | 46.46                            |
| メクレンブルク＝フォアポンメルン州 | 1,385      | 1,627.30      | 46.09                            |
| ニーダーザクセン州                 | 5,501      | 7,039.42      | 24.95                            |
| テューリンゲン州                   | 601        | 801.33        | 12.0                             |
| ラインラント＝プファルツ州         | 1,177      | 1,662.63      | 9.4                              |
| ザクセン州                         | 838        | 975.82        | 8.0                              |
| ブレーメン州                       | 73         | 140.86        | 4.7                              |
| ノルトライン＝ヴェストファーレン州 | 2,881      | 3,070.86      | 3.9                              |
| ヘッセン州                         | 665        | 687.11        | 2.8                              |
| ザールラント州                     | 89         | 127.00        | 2.5                              |
| バイエルン州                       | 486        | 683.60        | 1.3                              |
| バーデン＝ヴュルテンベルク州       | 378        | 486.38        | 0.9                              |
| ハンブルク                         | 60         | 53.40         | 0.7                              |
| ベルリン                           | 1          | 2.00          | 0.0                              |
| 北海洋上                           | 31         | 155.00        |                                  |
| バルト海洋上                       | 21         | 48.30         |                                  |
| 合計                               | 22,297     | 29,075.02     | 9.9                              |

## 註
1. ↑  Bundesministerium für Wirtschaft und Technologie (2012年2月). “Die Energiewende in Deutschland”. p. 4. 2012年3月23日閲覧。
2. ↑  Wind in power 2011 European statistics EWEA（英語版） February 2012, pages 4 and 11
3. ↑  Wind in power 2010 European statistics EWEA February 2011, page 11
4. 1 2  “Wind energy in Germany”. 2011年3月24日時点のオリジナルよりアーカイブ。2007年3月25日閲覧。
5. ↑  “72,6 Gigawatts Worldwide” (PDF).   Wind Energy Barometer (2007年2月). 2007年7月4日閲覧。
6. ↑  “100% renewable electricity supply by 2050”.  ドイツ連邦環境自然保護原子力安全省（英語版） (2011年1月26日). 2011年5月9日時点のオリジナルよりアーカイブ。2011年6月4日閲覧。
7. 1 2  Schultz, Stefan (2011年3月23日). “Will Nuke Phase-Out Make Offshore Farms Attractive?”. Spiegel Online（英語版）. 2011年3月26日閲覧。
8. 1 2  The Wall Street Journal Online, 24 April 2012
9. ↑  “General Information - Wind Energy”.   ドイツ連邦環境自然保護原子力安全省. 2011年6月4日閲覧。
10. ↑  “Community Power Empowers”.   Dsc.discovery.com (2009年5月26日). 2012年1月17日閲覧。
11. ↑  Community Wind Farms Archived 2008年7月20日, at the Wayback Machine.
12. ↑  “A clean issue -- Wind energy in germany” (PDF).   BWE-Bundesverband Windenergie. p. 18 (2006年5月). 2009年3月18日時点のオリジナルよりアーカイブ。2007年6月21日閲覧。
13. ↑  Fairley, Peter (2009年1月19日). “Europe Replaces Old Wind Farms”.  IEEE Spectrum（英語版）. 2009年1月24日閲覧。
14. ↑  Rehfeldt, Dr. Knud (2007年1月). “Offshore wind power deployment in Germany” (PDF).   ドイツ連邦環境自然保護原子力安全省. 2011年6月4日閲覧。
15. ↑  Kuhbier, Jörg (2007年2月22日). “Offshore Wind Power in Germany” (PDF).   ドイツ連邦環境自然保護原子力安全省. 2007年6月21日閲覧。
16. ↑  Alpha Ventus
17. ↑  “Why Germany's Offshore Wind Parks Have Stalled”. Spiegel Online (2011年4月27日). 2012年1月1日閲覧。
18. ↑  Dohmen, Frank; Jung, Alexander (2011年12月30日). “Stress on the High Seas: Germany's Wind Power Revolution in the Doldrums”. Spiegel Online 2012年1月1日閲覧。
19. 1 2  “Germany’s energy transformation Energiewende”. The Economist. (2012年7月28日) 2013年3月6日閲覧。
20. ↑  “Germany’s energy reform Troubled turn”. The Economist. (2013年2月9日) 2013年3月6日閲覧。
21. ↑  Böhme, Dieter (2012年2月20日). “Zeitreihen zur Entwicklung der erneuerbaren Energien in Deutschland” (PDF) [Time series on the development of renewable energies in Germany] (German).   ドイツ連邦環境自然保護原子力安全省. 2011年7月27日時点のオリジナルよりアーカイブ。2012年3月4日閲覧。
22. ↑  “Status der Windenergienutzung in Deutschland 31.12.2011 DEWI” (PDF) [Status of wind energy in Germany 31.12.2011 DEWI] (German).   DEWI-Deutsches Windenergie-Institut. 2012年2月28日閲覧。